# 年輕的維多利亞
《年轻的维多利亚》（英語：The Young Victoria）是一部2009年的时代剧，由让-马克·瓦雷执导，朱利安·费罗斯（Julian Fellowes）编，讲述了英国女王维多利亚的早年生活和统治时期，其中还包括她和丈夫阿尔伯特亲王之间的关系。影片由艾米莉·布朗特和鲁伯特·弗兰德主演，马丁·斯科塞斯、格拉汉姆·金（Graham King）和約克公爵夫人莎拉（Sarah, Duchess of York）担任制片人。
电影由格拉汉姆·金创办的影业制作，动量影业负责在英国发行，幻影（Apparition）公司在美国发布，并于2009年2月5日在第59届柏林电影节上举办了首映式，而英国首映式则于3月3日在伦敦莱斯特广场进行。从2009年到2010年初，影片先后在多伦多、安大略萨德伯里、芝加哥、纽约州汉普顿（Hampton）、佛蒙特州、旧金山、丹佛和圣华金的多个电影节上放映。2009年3月6日，影片在英国公映，之后于2009年12月18日开始在美国限量放映，圣诞节才开始在全国范围上映。影片的全球票房总计为2740万9889美元。

## 获奖
电影上映后获得了来自多个不同组织颁发的不同类别荣誉和奖项，其中受到肯定最多的就是其服装设计和女主角布朗特的表演。